# Jean-Pierre Gendis
Jean-Pierre Gendis, né le 31 janvier 1948 à Fontenay-sous-Bois, est un médailleur français de La Monnaie de Paris.

## Œuvres

### Monnaies
- Dix francs François Rude.

### Médailles
- 80e anniversaire du syndicat des ouvriers des monnaies et médailles 1899-1979. Bien-être, liberté. Syndicat ouvrier C.G.T. Paris-Pessac, gravé par Jean-Pierre Gendis (avers) et D. Gedalge (revers).

## Galerie

Dix francs François Rude, avers.
Dix francs François Rude, revers.
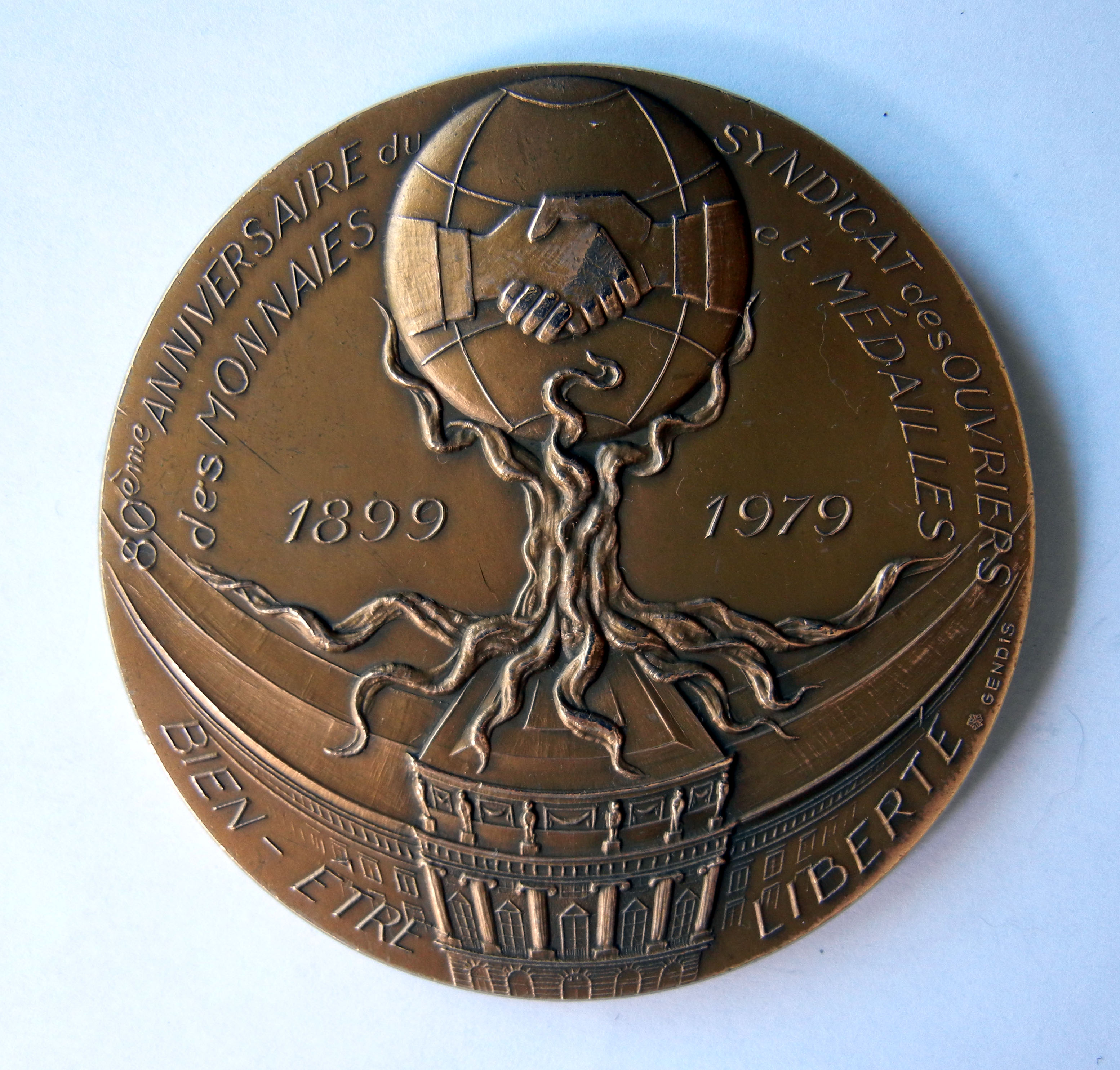
80e anniversaire du Syndicat des ouvriers Monnaie de Paris Pessac 1899-1979, avers.

## Expositions
- Ombres et lumières - Daniel Gallais, Jean-Pierre Gendis - 33e Salon des arts de Margency, espace Gilbert-Bécaud, Margency, mars 2020[1].